# Fons et origo
Fons et origo è una locuzione latina che significa "fonte e origine (di qualcosa)". Un esempio dell'uso del termine può essere la frase "Atene è la fons et origo della democrazia", oppure "L'Italia è la fons et origo della musica classica". Lancelot Ware (1915-2000), il fondatore di Mensa, venne insignito dalla società del titolo onorario di Fons et Origo nel 1987.